# Vic-des-Prés
Vic-des-Prés település Franciaországban, Côte-d’Or megyében. Lakosainak száma 110 fő (2022. január 1.). Vic-des-Prés Painblanc, Auxant, Bessey-la-Cour, Bligny-sur-Ouche, Écutigny és Lusigny-sur-Ouche községekkel határos.

## Népesség
A település népessége az elmúlt években az alábbi módon változott:
| Lakosok száma | 104  | 86   | 86   | 94   | 114  | 116  | 117  | 116  | 115  | 110  |
|               | 1968 | 1982 | 1990 | 2006 | 2013 | 2015 | 2017 | 2019 | 2020 | 2022 |